# Bolanthus filicaulis
Bolanthus filicaulis là loài thực vật có hoa thuộc họ Cẩm chướng. Loài này được (Boiss.) Barkoudak mô tả khoa học đầu tiên năm 1962.